# Onze-Lieve-Vrouwekapel (Heers)
De Onze-Lieve-Vrouwekapel is een betreedbare kapel te Heers, gelegen aan de Paardskerkhofstraat.
Het betreft een eenvoudig rechthoekig bakstenen gebouwtje met afgeschuinde hoeken, dat omstreeks 1765 opgericht is. Het heeft een tentdak, dat bekroond wordt door een kruis, dat zich boven een Mariamonogram bevindt.
Aan de kapel zijn twee gevelstenen aangebracht, waarvan één met een chronogram: Pie ad hanc coeli; Ianuam Venite en de andere met de tekst: Comt in dit fraye Scherpenheuvel (Scherpenheuvel is een Mariabedevaartsoord).
In de kapel bevindt zich een altaartje uit de tijd van de bouw, en ook is er een aangekleed Mariabeeld.

## Externe bron
- Onroerend erfgoed - Onze-Lieve-Vrouwekapel